# Баба Єлька
Баба Єлька — громадський просвітницький волонтерський проєкт з центром у Кропивницькому, що від 2018 року документує та популяризує нематеріальну культурну спадщину Кіровоградщини: народні пісні, строї, танці, ремесла й локальну кухню. У 2021 році команда відкрила у місті Етнолабораторію — культурний простір і майстерню для збереження зібраної колекції та проведення подій.

## Історія
Назва проєкту походить від імені баби Єльки - Олени Микитівни Рибалкіної (1915–1996) із села Розсохуватка Маловисківського району — бабусі однієї із засновниць, Світлани Буланової. Ідея спільної ініціативи виникла у 2018 році; співзасновницями стали журналістки Інна Тільнова та Світлана Листюк, згодом до ядра долучилися Вікторія Семененко та фотограф Олександр Майоров. В квітні 2021 року у Кропивницькому зʼявилася Етнолабораторія «Баба Єлька».

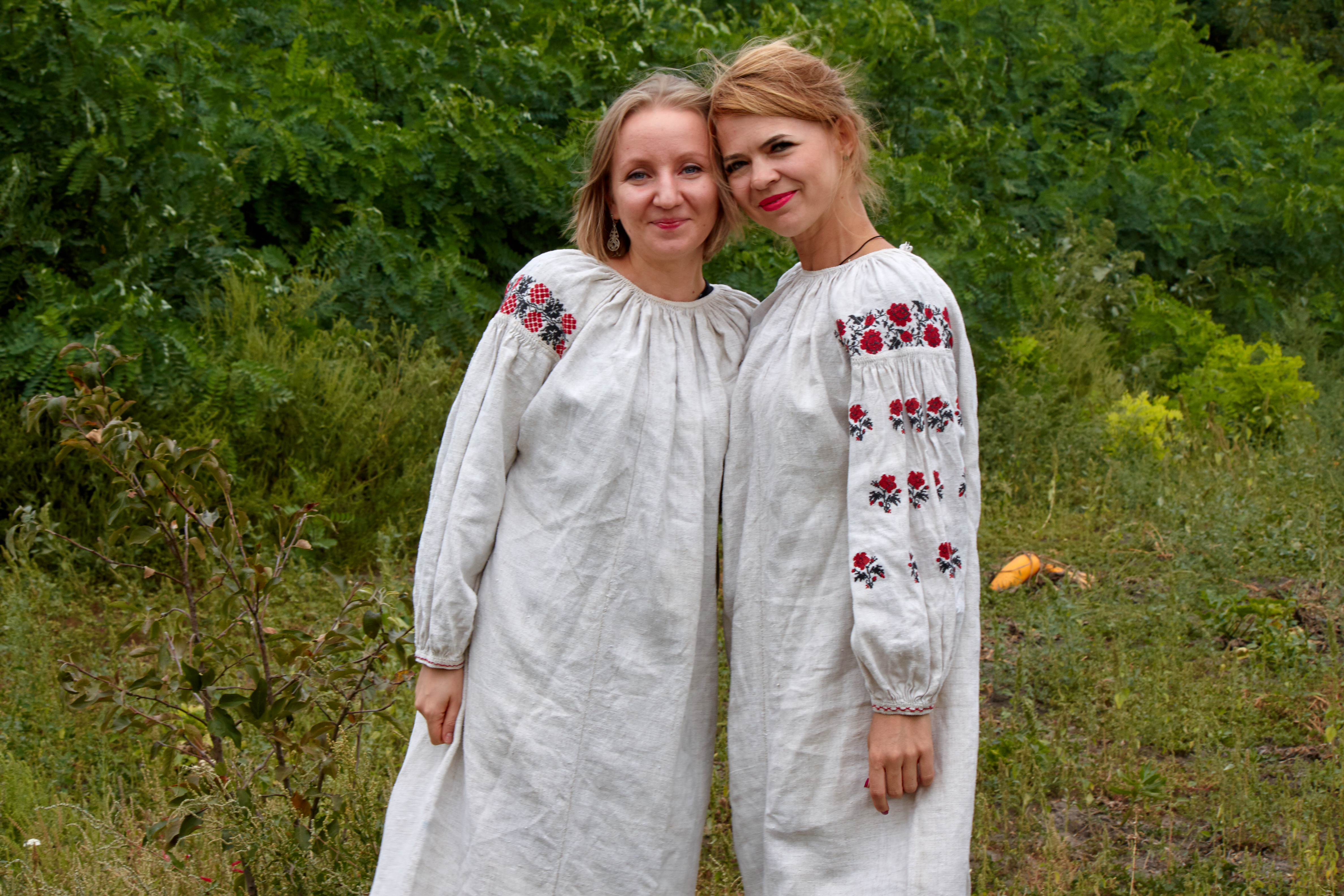
Співзасновниці проєкту "Баба Єлька" Світлана Буланова та Інна Тільнова у листопадівських сорочках

## Діяльність

### Польові експедиції селами Кіровоградщини
Від 2018 року команда проєкту «Баба Єлька» здійснює систематичні фольклорно-етнографічні виїзди у населені пункти Кіровоградської області. Метою експедицій є фіксація зразків нематеріальної та матеріальної культурної спадщини регіону, зокрема запис народних пісень, документування усної історії, збір предметів традиційного побуту, елементів одягу, зразків орнаментів і кулінарних рецептів.

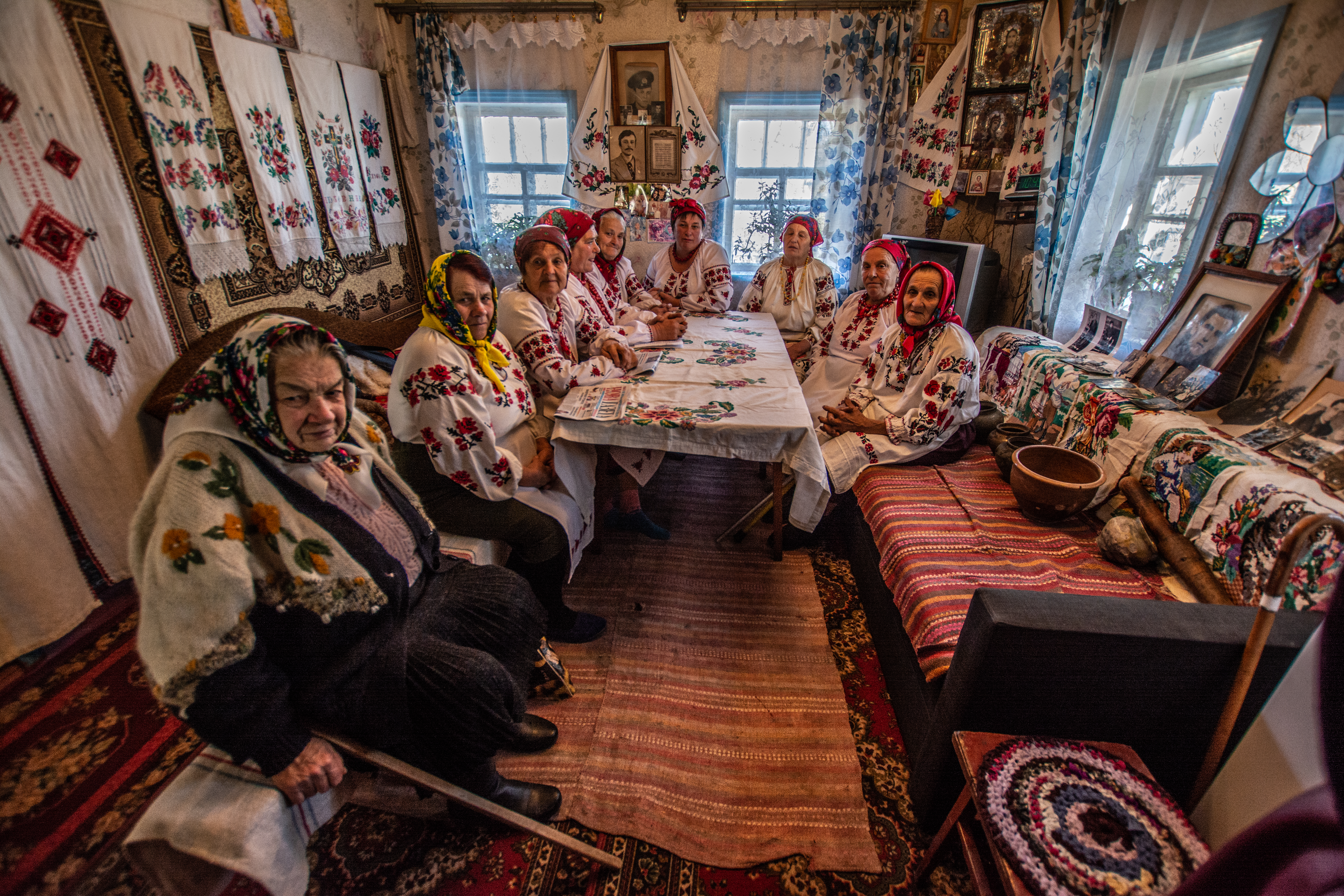
Берегині з Кримок

Станом на травень 2024 року проведено 97 експедицій, під час яких відвідано 109 сіл області. Вибір населених пунктів здійснюється заздалегідь або за рекомендаціями місцевих жителів, представників закладів культури та бібліотек. Експедиції проводяться орієнтовно двічі на місяць.
Зібрані матеріали стали основою документального циклу, що складається щонайменше з десяти серій. Перша серія (2024) була присвячена селам Олександрівка, Маловодяне та Новогригорівка Долинської громади, дев’ята (2025) — селам Олександро-Мар’ївка і Новий Стародуб Петрівської громади, а фінальна десята — Голованівській громаді (села Троянка, Журавлинка).

### Етнолабораторія «Баба Єлька»

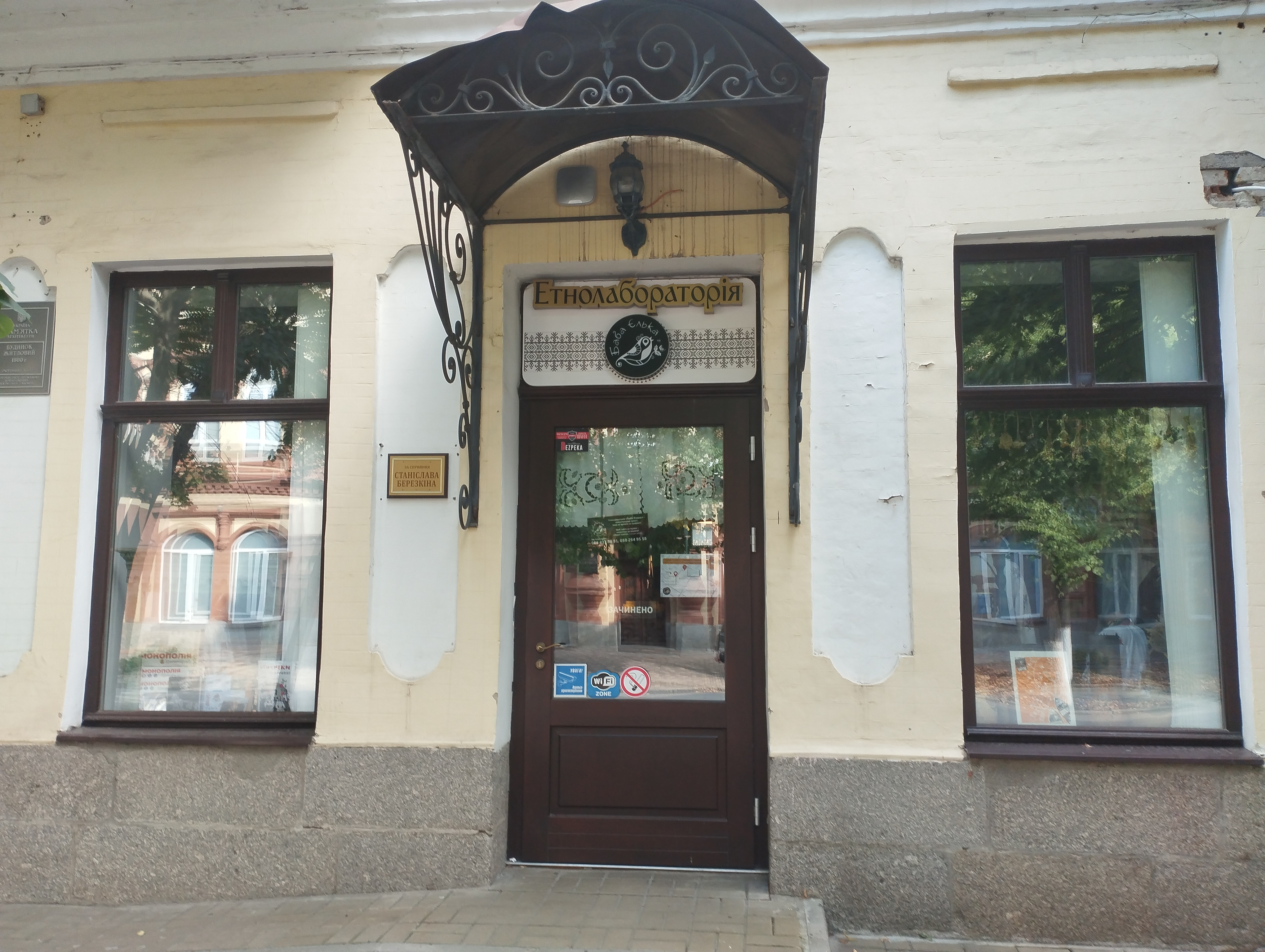
Вхід до Етнолабораторії

Етнолабораторія «Баба Єлька» — постійний виставковий і культурно-освітній простір у Кропивницькому, створений з метою збереження та популяризації матеріальної і нематеріальної культурної спадщини Кіровоградщини.  
Колекція Етнолабораторії налічує десятки автентичних вишитих сорочок, сотні рушників, зразки народного ткацтва, старовинний посуд і кухонний реманент, знаряддя праці, предмети хатнього начиння, а також фотографії початку XX століття. Значну частину експонатів зібрано під час польових етнографічних експедицій селами області.  
Простір використовується для проведення:
- Екскурсій — для школярів, вихованців дитячих садків, студентів, іноземних делегацій, внутрішньо переміщених осіб[9].
- Майстер-класів — з писанкарства, вибійки, традиційного співу, виготовлення народних іграшок[10].
- Музично-співочих зустрічей — виконання веснянок, колядок, колискових та інших жанрів народної пісні[11].
- Інтерактивних заходів — відтворення народних обрядів, сезонних свят та традиційних ігор[9].

У роботі Етнолабораторії особлива увага приділяється принципу автентичності — відтворення матеріальної культури та обрядовості без ознак шароварщини чи стилізацій, що спотворюють історичну достовірність.  

### Школа традиційних танців «Танці з Бабою Єлькою»
Школа традиційних танців «Танці з Бабою Єлькою» є регулярною культурно-освітньою ініціативою на базі Етнолабораторії «Баба Єлька» у Кропивницькому, покликаною відтворювати та популяризувати автентичні народні танці Кіровоградщини.
Школу започатковано у листопаді 2022 року. Перші заняття відбувалися щоп’ятниці за участі обмеженої кількості учасників, за записом і благодійним внеском.
Програма включає традиційні танці, зафіксовані під час експедицій у селі Копенкувате (Голованівський район): падеспанець, краков’як, карапєт, нарєчєнька, яблучко та кілька варіантів польки. Танці вивчали за відеозаписами під керівництвом етнографа Іллі Фетисова, а музичний супровід здійснювали місцеві музиканти — Григорій Нечипоренко та Анатолій Форманчук.
Танці також проводились відкрито на вулиці Дворцовій біля Етнолабораторії, щоб показати живу народну традицію жителям міста.
У червні 2025 року створено відеоурок щодо традиційних танців, ігор і веснянок Кіровоградщини .
Провідною метою школи є відновлення автентичних танцювальних традицій регіону, створення простору для їхнього практичного вивчення та інтеграції у локальну культуру.

### Кулінарна ініціатива
Проєкт «Баба Єлька» здійснює документування та популяризацію кулінарної спадщини Кіровоградщини в межах ініціативи «Смачна Кропивниччина». Ініціатива передбачає систематичний збір, фіксацію та відтворення традиційних рецептів, що передавалися у регіоні з покоління в покоління.
З 2019 року під час польових експедицій команда записала понад 300 локальних кулінарних рецептів, включно зі святковими, обрядовими та повсякденними стравами. Зібрані матеріали включають опис технології приготування, інгредієнти, локальні назви страв та пов’язані з ними історії.
Результатом досліджень стало видання збірки «Смачна Кропивниччина» (2024), що містить відновлені рецепти, історичні відомості про страви та фотографії, зроблені під час експедицій.
В межах ініціативи організовуються майстер-класи, презентації та тематичні заходи для широкої аудиторії, спрямовані на ознайомлення з кулінарними традиціями Кіровоградщини. Наприклад, у 2023 році відбулося понад 15 демонстрацій приготування локальних страв у різних громадах області.
Зібрані матеріали створили базу для науково-дослідницької та публічної діяльності проєкту. Відновлені рецепти та технології приготування страв сприяють збереженню локальної культурної спадщини та її популяризації серед місцевого населення і туристів.

### Модний напрямок
Проєкт «Баба Єлька» реалізує напрямок «Баба Єлька Мода», спрямований на відродження та популяризацію традиційного одягу Кіровоградщини. Ініціатива передбачає дослідження, реконструкцію та адаптацію автентичного вбрання з урахуванням сучасних тенденцій.

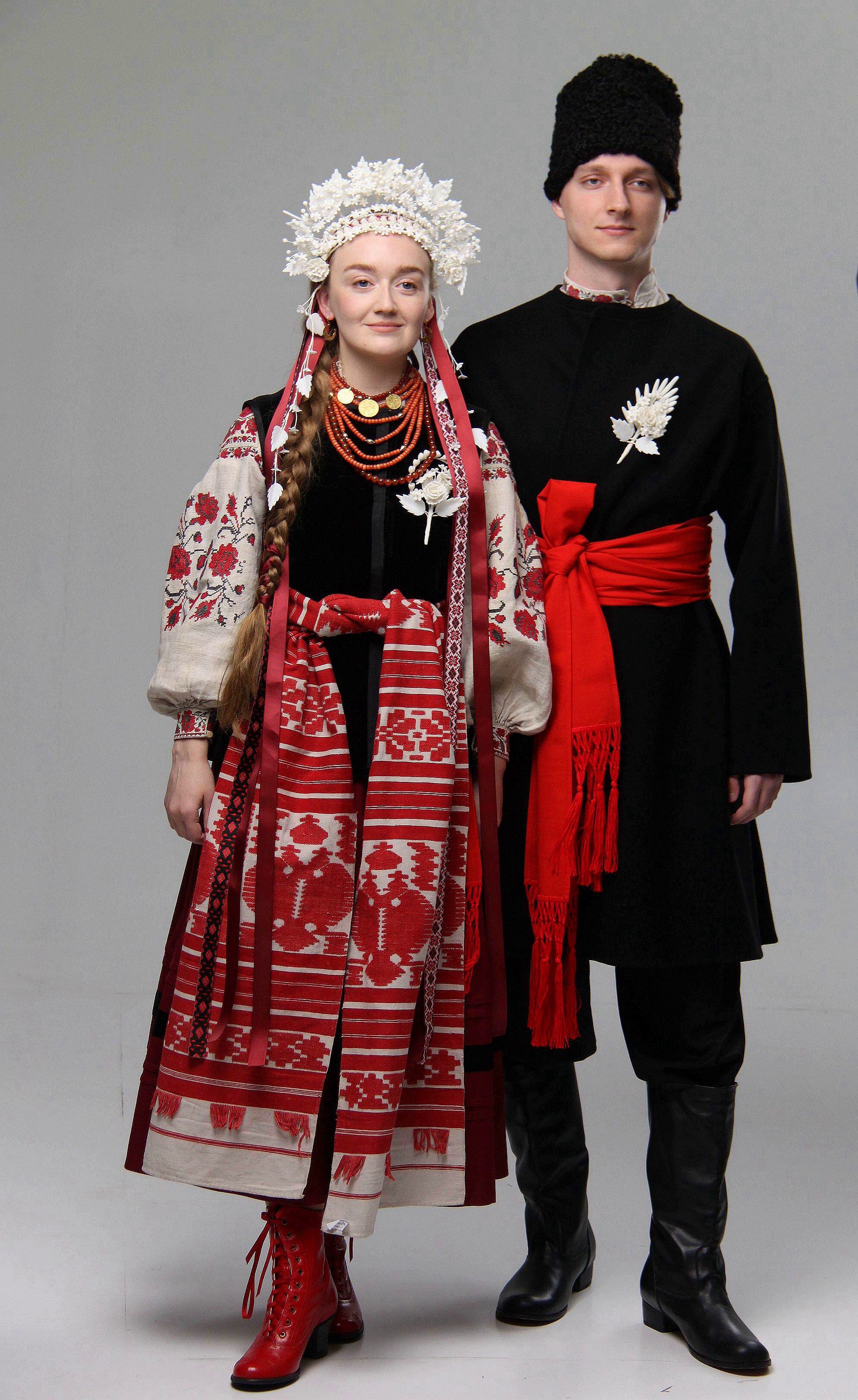
Реконструкція весільного вбрання початку ХХ століття з Олександрівщини Кіровоградської області

На основі зібраних під час польових експедицій зразків одягу та вишивки створюються репліки сорочок, спідниць, рушників та інших елементів традиційного вбрання. Процес включає вивчення технік виготовлення, матеріалів та символіки орнаментів, залучення місцевих дизайнерів та майстринь до відтворення старовинних моделей. Наприклад, у 2023 році дизайнерка Дар’я Галько розробила схему вишивки стародавньої сорочки з Кіровоградщини в межах ініціативи «Баба Єлька вишиває».
Для широкої аудиторії проводяться демонстрації, виставки де демонструється відтворене вбрання та проводяться майстер-класи з його виготовлення. Наприклад, у 2024 році в етнолабораторії «Баба Єлька» відбулася виставка вишитих сорочок із понад 50 експонатів.

### Культурна дипломатія
Проєкт «Баба Єлька» реалізує низку заходів за межами України, спрямованих на популяризацію української культурної спадщини міжнародній аудиторії.
- Освітній візит до Великої Британії

У 2021 році представниця ініціативи — Світлана Листюк, координаторка майбутнього музею «Баби Єльки» перемогла в конкурсі програми «Активні Громадяни» Британської ради в Україні й отримала освітню поїздку до Лондона. Від України на програму було відібрано лише двох кандидатів. У конкурсі проєкт представлявся за допомогою мотиваційного відео і анкети, що включала інформацію про схвалення громади, унікальність ініціативи та перспективи подальшого розвитку.
- Культурні виставки та арт-події

Виставка в Польщі (2021) — у культурному центрі міста Стрижовіце (Сілезія) було відкрито виставку творчих робіт школярів із Кіровоградщини та їхніх польських партнерів у рамках міжнародного освітнього проєкту «Коли молодь пізнає свою спадщину». Експозиція включала фотографії та моделі керамічних споруд, створені в ході польського-українського обміну.
- Фотовиставка в США (2022–2023) у галереї Центрального коледжу П’ємонту (Шарлотта, Північна Кароліна) пройшла виставка «Стійкість: Серце України» («Resilience: The Heart of Ukraine») з 30 фотографій волонтера Корпусу Миру Майкла Ендрюса, зроблених під час експедицій у Кіровоградщині у 2018–2019 роках. Фото були надруковані на дерев’яних дошках і ілюстрували повсякденне життя старожилів, культуру, кухню та побут регіону. Виставка дебютувала у Шарлотті, згодом показувалася у Спрус-Пайн, та продовжила мандрувати США. Під час подій фотограф виступав з лекціями, що пояснювали культурну глибину зображених сюжетів.[25][26]

- Презентація на київському ярмарку (міжнародна складова)

На культурному ярмарку в просторі Sense Hub представники «Баби Єльки» представили видання «Смачна Кропивниччина» та традиційні страви (пиріжки з буряком і вишнею). Книгу та страви дегустували представники Великої Британії, США й Угорщини. Крім того, гостям демонстрували традиційний одяг, який вони могли приміряти та придбати. Кошти з продажу спрямовувалися на підтримку ЗСУ.
Метою міжнародної діяльності є представлення автентичної культури Кіровоградщини за кордоном, створення культурного діалогу та інтеграція українських традицій у глобальне культурне середовище.

### Інтернет-магазин
У серпні 2024 року етнолабораторія «Баба Єлька» офіційно відкрила власний інтернет-магазин, де представлено репліки старовинного одягу, аксесуарів і тематичні вироби з локальними орнаментами. У асортименті — спідниці, гамани, сумочки з вишивкою та вибійкою, футболки з традиційною мозаїкою, чокери, а також авторська книга «Смачна Кропивниччина».
Колекція реплік створена у межах проєкту «Баба Єлька. Мода», започаткованого у травні 2022 року. Вона ґрунтується на архівних зразках із численних експедицій, автентичних фотографіях, а також традиційному одязі з колекцій Етнолабораторії та Кіровоградського обласного краєзнавчого музею. Основу звичних строїв становлять вироби, оздоблені вибійкою з орнаментами, запозиченими з рушників Кіровоградщини, зокрема — спідниці, які вже стали впізнаваним брендовим елементом регіону.
У межах колекції були відтворені весільні строї на основі експонатів із сіл Димине, Михайлівка, Розумівка, а також елементи одягу та прикраси у співпраці з майстернями «Александрін», «Бовелич», «ВидимоНевидимо» та «Шляхетний одяг». У 2024–му колекція реплік традиційного одягу (включно з взуттям і прикрасами) була презентована під час фотосесії — як спосіб показати, що народні традиції долучаються до сучасного життя, виходячи з музейного контексту і помешкань у повсякденність.
Окрім того, інтернет-магазин пропонує схеми вишивок автентичних сорочок, розроблені на основі старовинних експонатів (напр., сорочка з села Цвітне, сорочка Баби Єльки), у форматі альбому 11 схем.

## Нагороди
- У 2021 році Етнолабораторія «Баба Єлька» отримала відзнаку у номінації «Відкриття року: культура, історія, традиції» на регіональній премії «У фокусі добра», організованій Кропивницькою філією Суспільного телебачення[35].

- У 2025 році Інна Тільнова, співзасновниця ГО «Баба Єлька», отримала Обласну краєзнавчу премію імені Володимира Ястребова у номінації «Популяризація історико-культурної та природничої спадщини краю, розвиток музейної справи» за книгу «Смачна Кропивниччина». Нагороду вручено в рамках щорічної премії, присудженої Кіровоградською обласною радою.[36][37]